# Merindad de Sangüesa
La merindad de Sangüesa (en euskera: Zangozako Merindadea) es una de las cinco merindades en que históricamente se ha dividido Navarra (España) y cuya cabeza de merindad es la ciudad de Sangüesa. Su término coincide con el partido judicial de Aoiz excepto en el caso del municipio de Burlada, que desde 1988 pertenece al partido judicial de Pamplona. La merindad, que engloba a 65 municipios y 11 facerías, es la mayor de las cinco y tiene una superficie total de 2.982 km² (el 28,62% de Navarra, incluyendo los 22,06 km² de facerías). Su población en 2020 era de 83.912 habitantes (6,60% de toda Navarra) presentando por ello la densidad demográfica más baja de toda Navarra con 28,42 hab/km2.

## Historia
La merindad de Sangüesa era una de las regiones más ricas del reino de Navarra, con una economía basada en materias primas con su producción de lana y madera, que era exportada en los cursos de los ríos Aragón e Irati.
Administrativamente dependía del merino de Sangüesa la Castellanía de San Juan  o Ultrapuertos a menudo confundida con la sexta merindad.

## Geografía física

### Situación
La merindad se encuentra situada en el Nordeste de la Comunidad Foral de Navarra ocupando la parte más oriental de la Montaña de Navarra y de la Zona Media de Navarra. 
Limita al norte con Francia (departamento de Pirineos Atlánticos), al este con las provincias de Huesca y Zaragoza ambas en la comunidad autónoma de Aragón, al sur con la de Tudela y al oeste con las merindades de Pamplona y Olite.

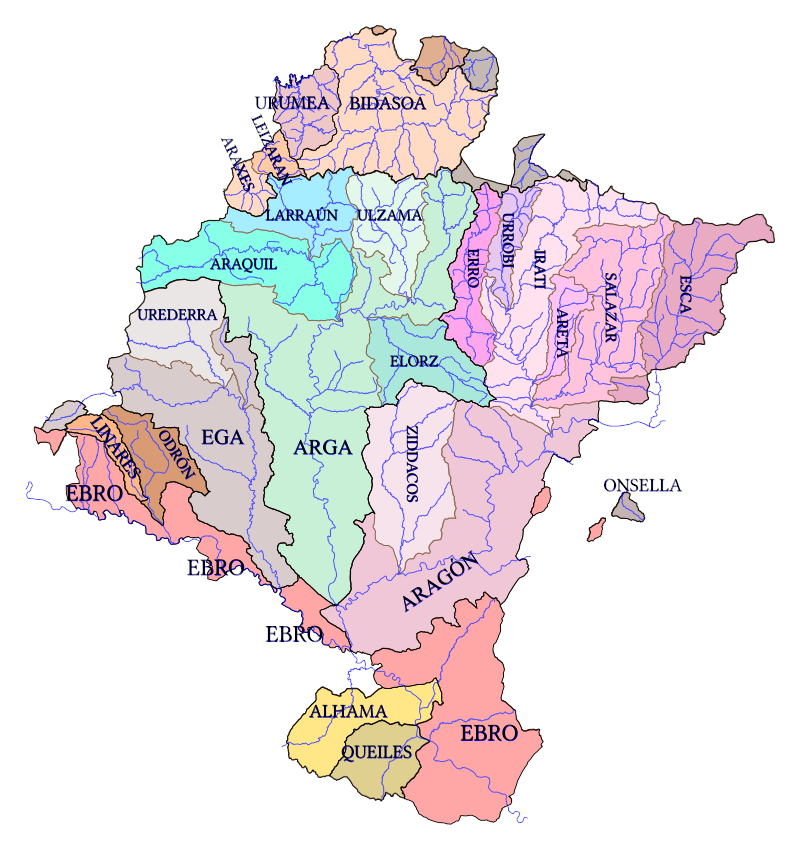
Hidrografía de Navarra - Cuencas

### Relieve e hidrología

#### Relieve
Geomorfológicamente hablando se pueden distinguir dentro de la merindad varias zonas. Su parte norte la integran las unidades de relieve denominadas Macizos Antiguos (parte noroeste) y Navarra Pirenáica (parte nordeste) donde destacas altitudes como el Pico de Orhi (2021 m s. n. m.), la Mesa de los Tres Reyes (2434 m s. n. m.), la mayor altitud de Navarra, o la Peña Ezcáurre (2045 m s. n. m.). 
En la parte central se encuentran dos grandes elementos geomorfológicos como son las cuencas prepirenaicas de Pamplona, cuya parte oriental (Valle de Egüés, Aranguren, Burlada y Noáin) se encuentra dentro de la merindad, y la de Lumbier-Aoiz. En esta parte se encuentran solo ligeras elevaciones y la altitud media ronda los 500 m s. n. m. Más al sur están tres sierras prepirenaicas: la sierra de Aláiz donde destaca la Higa de Monreal (1289 m s. n. m.), la sierra de Izco donde destaca el pico Lantxurda (1033 m s. n. m.) y la de sierra de Leire, cuya principal altura es el Arangoiti (1355 m s. n. m.).
En la parte más meridional las elevaciones son de menor calado y en esta parte se encuentran las sierras de Ujué, San Pedro y Peña.

#### Hidrología
El principal río que discurre por la merindad es el Aragón que pasa por ella desde su entrada en Navarra por Yesa hasta la localidad de Cáseda drenando gran parte de su territorio junto con las cuencas drenadas por sus afluentes Erro, Urrobi, Irati, Salazar y Esca. Además el Valle de Esteríbar, situado en la parte noroeste de la merindad, está drenado por un incipiente río Arga, y la parte suroeste por el afluente de este el Elorz.

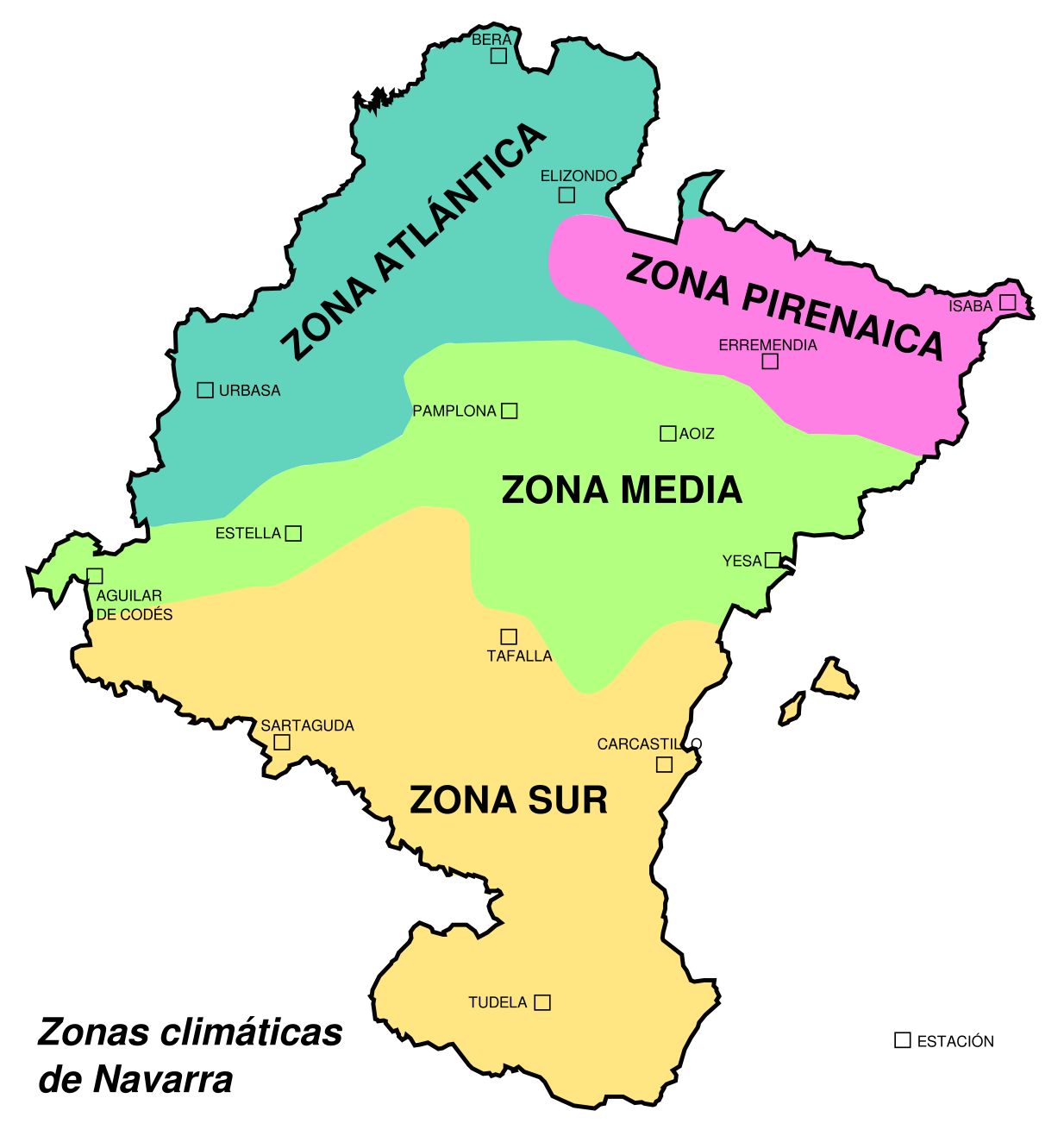
Zonas climáticas que afecta a la meridad de Sangüesa

### Clima
Dentro de la merindad se podrían distinguir tres zonas climatológicas. 
La parte más septentrional que cubre el norte de los valles pirénaicos tiene clima de montaña, caracterizadado por tener precipitaciones abundantes que son en forma de nieve en las zonas más altas, inviernos largos y fríos y veranos cortos, secos y luminosos.
La parte central que abarca el sur de los citados valles es oceánica y se caracteriza por tener abundantes precipitaciones repartidas de forma regular a lo largo del año y unas temperaturas bastante moderadas con veranos relativamente suaves e inviernos frescos. 
El resto de la merindad se encuentra dentro de la zona de transición y se caracteriza por tener temperaturas más extremas y altas precipitaciones, aunque algo menos regulares que en las otras zonas.

## Demografía

### Evolución de la población
| Gráfica de evolución demográfica de Merindad de Sangüesa entre 2003 y 2014 |
|                                                                            |
| Población según los padrones municipales publicados por el INE             |

## Localidades de la Merindad de Sangüesa
Seguidamente se relatan por orden alfabético las distintas entidades de población de la Merindad de Sangüesa.
| Nombre                        | Nombre oficial                              | Municipio               | Categoría     | Población (2014) |
| ----------------------------- | ------------------------------------------- | ----------------------- | ------------- | ---------------- |
| Abaurrea Alta                 | Abaurregaina/Abaurrea Alta                  | Abaurrea Alta           | Lugar         | 132              |
| Abaurrea Baja                 | Abaurrepea/Abaurrea Baja                    | Abaurrea Baja           | Lugar         | 38               |
| Abínzano                      | Abínzano                                    | Ibargoiti               | Concejo       | 16               |
| Acotáin                       | Akotain                                     | Lónguida                | Caserío       | 4                |
| Adansa                        | Adansa                                      | Romanzado               | Caserío       | 0                |
| Adoáin                        | Adoáin                                      | Urraúl Alto             | Lugar         | 5                |
| Agorreta                      | Agorreta                                    | Esteríbar               | Lugar         | 32               |
| Aibar                         | Aibar <> Oibar                              | Aibar                   | Villa         | 836              |
| Aincioa                       | Aintzioa                                    | Erro                    | Concejo       | 19               |
| Aldunate                      | Aldunate                                    | Urraúl Bajo             | Lugar         | 15               |
| Alzórriz                      | Alzórriz                                    | Unciti                  | Concejo       | 39               |
| Alzuza                        | Alzuza                                      | Valle de Egüés          | Concejo       | 300              |
| Anchóriz                      | Antxoritz                                   | Esteríbar               | Concejo       | 35               |
| Aoiz                          | Aoiz <> Agoitz                              | Aoiz                    | Villa         | 2629             |
| Aós                           | Aos                                         | Lónguida                | Concejo       | 59               |
| Aquerreta                     | Akerreta                                    | Esteríbar               | Lugar         | 11               |
| Aranguren                     | Aranguren                                   | Aranguren               | Concejo       | 89               |
| Arboniés                      | Arboniés                                    | Romanzado               | Concejo       | 45               |
| Arce                          | Arce <> Artzi                               | Arce                    | Lugar         | 1                |
| Ardáiz                        | Ardaitz                                     | Erro                    | Lugar         | 9                |
| Ardanaz                       | Ardanaz                                     | Valle de Egüés          | Concejo       | 70               |
| Ardanaz de Izagaondoa         | Ardanaz de Izagaondoa                       | Izagaondoa              | Concejo       | 39               |
| Aria                          | Aria                                        | Aria                    | Lugar         | 55               |
| Arielz                        | Arielz                                      | Urraúl Alto             | Caserío       | 2                |
| Aristu                        | Aristu                                      | Urraúl Alto             | Caserío       | 2                |
| Arive                         | Aribe                                       | Arive                   | Lugar         | 44               |
| Arizcuren                     | Arizcuren <> Arizkuren                      | Arce                    | Lugar         | 24               |
| Arleta                        | Arleta                                      | Esteríbar               | Lugar         | 7                |
| Arrieta                       | Arrieta                                     | Arce                    | Concejo       | 34               |
| Artaiz                        | Artaiz                                      | Unciti                  | Concejo       | 47               |
| Artajo                        | Artajo <> Artaxo                            | Lónguida                | Concejo       | 37               |
| Artieda                       | Artieda                                     | Urraúl Bajo             | Concejo       | 111              |
| Artozqui                      | Artozqui <> Artozki                         | Arce                    | Concejo       | 0                |
| Aspurz                        | Aspurz                                      | Navascués               | Concejo       | 25               |
| Ayanz                         | Ayanz <> Aiantz                             | Lónguida                | Lugar         | 6                |
| Ayechu                        | Ayechu                                      | Urraúl Alto             | Concejo       | 13               |
| Ayesa                         | Ayesa                                       | Ezprogui                | Concejo       | 38               |
| Azoleta                       | Azoleta                                     | Valcarlos               | Barrio        | 43               |
| Azpa                          | Azpa                                        | Valle de Egüés          | Concejo       | 27               |
| Azparren                      | Azparren                                    | Arce                    | Concejo       | 25               |
| Badostáin                     | Badostáin                                   | Valle de Egüés          | Concejo       | 341              |
| Beortegui                     | Beortegui <> Beortegi                       | Lizoáin                 | Lugar         | 16               |
| Beroiz                        | Beroiz                                      | Izagaondoa              | Lugar         | 0                |
| Berroya                       | Berroya <> Berroia                          | Romanzado               | Caserío       | 6                |
| Bigüézal                      | Bigüézal                                    | Romanzado               | Concejo       | 51               |
| Burguete                      | Auritz/Burguete                             | Burguete                | Villa         | 260              |
| Burgui                        | Burgui <> Burgi                             | Burgui                  | Villa         | 229              |
| Burlada                       | Burlada <> Burlata                          | Burlada                 | Lugar         | 18 237           |
| Campanas                      | Campanas                                    | Tiebas-Muruarte de Reta | Barrio        | 164              |
| Cáseda                        | Cáseda                                      | Cáseda                  | Villa         | 986              |
| Castillonuevo                 | Castillonuevo / Gazteluberri                | Castillonuevo           | Lugar         | 18               |
| Celigüeta                     | Celigüeta                                   | Ibargoiti               | Caserío       | 1                |
| Cemboráin                     | Cemboráin                                   | Unciti                  | Concejo       | 29               |
| Cilbeti                       | Zilbeti                                     | Erro                    | Lugar         | 57               |
| Domeño                        | Domeño                                      | Romanzado               | Concejo       | 34               |
| Ecay de Lónguida              | Ekai de Lónguida <> Ekai-Longida            | Lónguida                | Concejo       | 81               |
| Echálaz                       | Echálaz                                     | Valle de Egüés          | Lugar         | 5                |
| Egüés                         | Egüés                                       | Valle de Egüés          | Concejo       | 374              |
| Egulbati                      | Egulbati                                    | Valle de Egüés          | Caserío       | 0                |
| Elcano                        | Elcano                                      | Valle de Egüés          | Concejo       | 201              |
| Elcóaz                        | Elcóaz                                      | Urraúl Alto             | Lugar         | 7                |
| Elía                          | Elía                                        | Valle de Egüés          | Concejo       | 21               |
| Elorz                         | Elorz <> Elortz                             | Valle de Elorz          | Concejo       | 273              |
| Enaquesa                      | Enaquesa                                    | Roncal                  | Fábrica       | 1                |
| Epároz                        | Epároz                                      | Urraúl Alto             | Lugar         | 14               |
| Equiza                        | Equiza <> Ekiza                             | Arce                    | Caserío       | 0                |
| Eransus                       | Eransus                                     | Valle de Egüés          | Lugar         | 16               |
| Erdozáin                      | Erdozáin <> Erdotzain                       | Lónguida                | Lugar         | 1                |
| Errea                         | Errea                                       | Esteríbar               | Lugar         | 17               |
| Erro                          | Erro                                        | Erro                    | Concejo       | 144              |
| Eslava                        | Eslava                                      | Eslava                  | Villa         | 127              |
| Esnoz                         | Esnotz                                      | Erro                    | Concejo       | 34               |
| Esparza de Salazar            | Esparza                                     | Esparza de Salazar      | Villa         | 82               |
| Espinal                       | Aurizberri/Espinal                          | Erro                    | Concejo       | 243              |
| Espoz                         | Espoz <> Espotz                             | Arce                    | Lugar         | 1                |
| Eugui                         | Eugi                                        | Esteríbar               | Concejo       | 361              |
| Ezcániz                       | Ezcániz                                     | Urraúl Alto             | Lugar         | 1                |
| Ezcároz                       | Ezcároz <> Ezkaroze                         | Ezcároz                 | Villa         | 329              |
| Ezcay                         | Ezkai                                       | Lónguida                | Lugar         | 0                |
| Ezperun                       | Ezperun                                     | Valle de Elorz          | Lugar         | 0                |
| Esquíroz                      | Ezkirotz                                    | Esteríbar               | Lugar         | 14               |
| Fábrica de Orbaiceta          | Orbaitzetako Ola/Fábrica de Orbaitzeta      | Orbaiceta               | Barrio        | 14               |
| Gabarderal                    | Gabarderal                                  | Sangüesa                | Concejo       | 136              |
| Gaindola                      | Gaindola                                    | Valcarlos               | Barrio        | 58               |
| Galdúroz                      | Galdúroz <> Galdurotz                       | Lizoáin                 | Lugar         | 8                |
| Gallipienzo                   | Gallipienzo <> Galipentzu                   | Gallipienzo             | Villa         | 45               |
| Gallipienzo Nuevo             | Gallipienzo Nuevo                           | Gallipienzo             | Poblado       | 70               |
| Gallués                       | Gallués <> Galoze                           | Gallués                 | Villa         | 9                |
| Gañecoleta                    | Gainekoleta                                 | Valcarlos               | Barrio        | 34               |
| Garayoa                       | Garaioa                                     | Garayoa                 | Lugar         | 95               |
| Garde                         | Garde                                       | Garde                   | Villa         | 161              |
| Garralda                      | Garralda                                    | Garralda                | Lugar         | 186              |
| Góngora                       | Góngora <> Gongora                          | Aranguren               | Lugar         | 0                |
| Gorraiz                       | Gorraiz                                     | Valle de Egüés          | Lugar         | 3709             |
| Gorraiz de Arce               | Gorraiz de Arce <> Gorraitz-Artzibar        | Arce                    | Lugar         | 8                |
| Górriz                        | Górriz <> Gorritz                           | Lónguida                | Lugar         | 0                |
| Grez                          | Grez                                        | Urraúl Bajo             | Lugar         | 11               |
| Güesa                         | Güesa <> Gorza                              | Güesa                   | Concejo       | 26               |
| Guenduláin                    | Gendulain                                   | Esteríbar               | Lugar         | 9                |
| Guerendiáin                   | Guerendiáin                                 | Valle de Elorz          | Concejo       | 26               |
| Guerguitiáin                  | Guerguitiáin                                | Izagaondoa              | Lugar         | 0                |
| Guíndano                      | Guíndano                                    | Urraúl Alto             | Lugar         | 0                |
| Gurpegui                      | Gurpegui <> Gurpegi                         | Arce                    | Lugar         | 0                |
| Huarte                        | Huarte <> Uharte                            | Huarte                  | Villa         | 6941             |
| Ibilcieta                     | Ibilcieta <> Ibiltzieta                     | Sarriés                 | Concejo       | 29               |
| Ibiricu                       | Ibiricu                                     | Valle de Egüés          | Concejo       | 68               |
| Iciz                          | Iciz <> Izize                               | Gallués                 | Concejo       | 13               |
| Idoate                        | Idoate                                      | Izagaondoa              | Lugar         | 29               |
| Idocin                        | Idocin                                      | Ibargoiti               | Concejo       | 47               |
| Idoy                          | Idoi                                        | Esteríbar               | Lugar         | 9                |
| Igal                          | Igal <> Igari                               | Güesa                   | Concejo       | 16               |
| Ilárraz                       | Ilarratz                                    | Esteríbar               | Lugar         | 19               |
| Iloz                          | Iloz <> Ilotz                               | Lizoáin                 | Lugar         | 0                |
| Ilundáin                      | Ilundáin <> Ilundain                        | Aranguren               | Lugar         | 6                |
| Ilúrdoz                       | Ilurdotz                                    | Esteríbar               | Lugar         | 77               |
| Imárcoain                     | Imárcoain                                   | Valle de Elorz          | Concejo       | 361              |
| Imirizaldu                    | Imirizaldu                                  | Urraúl Alto             | Concejo       | 29               |
| Imízcoz                       | Imízcoz <> Imizkotz                         | Arce                    | Lugar         | 2                |
| Inbuluzqueta                  | Inbuluzketa                                 | Esteríbar               | Concejo       | 41               |
| Induráin                      | Induráin                                    | Izagaondoa              | Lugar         | 19               |
| Iragui                        | Iragi                                       | Esteríbar               | Concejo       | 23               |
| Irati                         | Irati                                       | Ochagavía               | Caseríos      | 0                |
| Iriso                         | Iriso                                       | Izagaondoa              | Lugar         | 4                |
| Iroz                          | Irotz                                       | Esteríbar               | Lugar         | 29               |
| Irure                         | Irure                                       | Esteríbar               | Lugar         | 5                |
| Irurozqui                     | Irurozqui                                   | Urraúl Alto             | Concejo       | 43               |
| Isaba                         | Isaba <> Izaba                              | Isaba                   | Villa         | 474              |
| Iso                           | Iso                                         | Romanzado               | Caserío       | 0                |
| Itoiz                         | Itoiz <> Itoitz                             | Lónguida                | Lugar         | 7                |
| Izal                          | Izal <> Itzalle                             | Gallués                 | Concejo       | 32               |
| Izalzu                        | Izalzu <> Itzaltzu                          | Izalzu                  | Villa         | 50               |
| Izánoz                        | Izánoz                                      | Izagaondoa              | Lugar         | 0                |
| Izco                          | Izco                                        | Ibargoiti               | Concejo       | 45               |
| Jacoisti                      | Jacoisti                                    | Urraúl Alto             | Caserío       | 0                |
| Janáriz                       | Janáriz <> Janaritz                         | Lizoáin                 | Lugar         | 1                |
| Jaurrieta                     | Jaurrieta                                   | Jaurrieta               | Villa         | 208              |
| Javerri                       | Javerri <> Xaberri                          | Lónguida                | Lugar         | 1                |
| Javier                        | Javier                                      | Javier                  | Villa         | 101              |
| Labiano                       | Labiano                                     | Aranguren               | Concejo       | 133              |
| Laboa                         | Laboa                                       | Lizoáin                 | Caserío       | 0                |
| Lacabe                        | Lacabe <> Lakabe                            | Arce                    | Concejo       | 51               |
| Laquidáin                     | Laquidáin <> Lakidain                       | Aranguren               | Lugar         | 6                |
| Larequi                       | Larequi                                     | Urraúl Alto             | Lugar         | 0                |
| Larraingoa                    | Larraingoa                                  | Erro                    | Caserío       | 0                |
| Larrángoz                     | Larrángoz <> Larrangotz                     | Lónguida                | Lugar         | 2                |
| Larrasoaña                    | Larrasoaña                                  | Esteríbar               | Concejo       | 138              |
| Larráun                       | Larraun                                     | Orbaiceta               | Barrio        | 11               |
| Larráun                       | Larráun                                     | Urraúl Alto             | Caserío       | 0                |
| Leache                        | Leache <> Leatxe                            | Leache                  | Lugar         | 49               |
| Lecáun                        | Lecáun                                      | Ibargoiti               | Lugar         | 3                |
| Leránoz                       | Leranotz                                    | Esteríbar               | Concejo       | 17               |
| Lerga                         | Lerga                                       | Lerga                   | Villa         | 65               |
| Lérruz                        | Lérruz <> Lerrutz                           | Lizoáin                 | Lugar         | 22               |
| Leire                         | Leire                                       | Yesa                    | Monasterio    | 4                |
| Leyún                         | Leyún <> Leiun                              | Lizoáin                 | Lugar         | 6                |
| Liberri                       | Liberri                                     | Lónguida                | Lugar         | 3                |
| Liédena                       | Liédena                                     | Liédena                 | Lugar         | 318              |
| Linzoáin                      | Lintzoain                                   | Erro                    | Concejo       | 63               |
| Lizarraga de Izagaondoa       | Lizarraga de Izagaondoa                     | Izagaondoa              | Lugar         | 32               |
| Lizoáin                       | Lizoain                                     | Lizoáin-Arriasgoiti     | Lugar         | 61               |
| Loizu                         | Loizu                                       | Erro                    | Lugar         | 9                |
| Lumbier                       | Lumbier                                     | Lumbier                 | Villa         | 1346             |
| Lusarreta                     | Lusarreta                                   | Arce                    | Lugar         | 9                |
| Mendinueta                    | Mendinueta                                  | Izagaondoa              | Lugar         | 0                |
| Mendióroz                     | Mendióroz <> Mendiorotz                     | Lizoáin                 | Lugar         | 42               |
| Meoz                          | Meoz <> Meotz                               | Lónguida                | Lugar         | 14               |
| Mezquíriz                     | Mezkiritz                                   | Erro                    | Lugar         | 67               |
| Molino de Garde               | Molino de Garde                             | Roncal                  | Molino        | 3                |
| Monreal                       | Monreal / Elo                               | Monreal                 | Villa         | 478              |
| Moriones                      | Moriones                                    | Ezprogui                | Lugar         | 8                |
| Mugueta                       | Mugueta <> Mugeta                           | Lónguida                | Lugar         | 0                |
| Muguetajarra                  | Muguetajarra                                | Unciti                  | Caserío       | 0                |
| Muniáin de Arce               | Muniáin de Arce <> Muniain-Artzibar         | Arce                    | Caserío       | 0                |
| Murillo de Lónguida           | Murillo de Lónguida <> Murelu-Longida       | Lónguida                | Concejo       | 35               |
| Murillo Berroya               | Murillo Berroya <> Murillo Berroia          | Romanzado               | Lugar         | 3                |
| Muruarte de Reta              | Muruarte de Reta                            | Tiebas-Muruarte de Reta | Lugar         | 54               |
| Musquilda                     | Muskilda                                    | Ochagavía               | Santuario     | 0                |
| Mutilva                       | Mutilva <> Mutiloa                          | Aranguren               | Lugar         | 8408             |
| Nagore                        | Nagore                                      | Arce                    | Concejo       | 42               |
| Najurieta                     | Najurieta                                   | Unciti                  | Concejo       | 23               |
| Napal                         | Napal                                       | Romanzado               | Lugar         | 6                |
| Nardués-Aldunate              | Nardués-Aldunate                            | Urraúl Bajo             | Lugar         | 4                |
| Nardués-Andurra               | Nardués-Andurra                             | Urraúl Bajo             | Lugar         | 16               |
| Navascués                     | Navascués                                   | Navascués               | Concejo       | 115              |
| Noáin                         | Noáin <> Noain                              | Valle de Elorz          | Lugar         | 6621             |
| Nuestra Señora de las Nieves  | Nuestra Señora de las Nieves                | Ochagavía               | Santuario     | 0                |
| Ochagavía                     | Ochagavía <> Otsagabia                      | Ochagavía               | Villa         | 584              |
| Olaldea                       | Olaldea                                     | Oroz-Betelu             | Barrio        | 39               |
| Olaverri                      | Olaberri                                    | Erro                    | Piscifactoría | 0                |
| Olaverri                      | Olaverri <> Olaberri                        | Lónguida                | Lugar         | 0                |
| Olaz                          | Olaz                                        | Valle de Egüés          | Concejo       | 725              |
| Oleta                         | Oleta                                       | Lónguida                | Caserío       | 0                |
| Olloqui                       | Olloki                                      | Esteríbar               | Concejo       | 872              |
| Ongoz                         | Ongoz                                       | Urraúl Alto             | Concejo       | 16               |
| Orbaiceta                     | Orbaitzeta                                  | Orbaiceta               | Lugar         | 183              |
| Orbáiz                        | Orbaiz <> Orbaitz                           | Lónguida                | Lugar         | 0                |
| Orbara                        | Orbara                                      | Orbara                  | Lugar         | 41               |
| Oriz                          | Oriz                                        | Valle de Elorz          | Lugar         | 8                |
| Oróndriz                      | Orondritz                                   | Erro                    | Concejo       | 49               |
| Oronz                         | Oronz <> Orontze                            | Oronz                   | Villa         | 46               |
| Oroz-Betelu                   | Oroz-Betelu <> Orotz-Betelu                 | Oroz-Betelu             | Lugar         | 117              |
| Orradre                       | Orradre                                     | Romanzado               | Lugar         | 3                |
| Osa                           | Osa <> Otsa                                 | Arce                    | Lugar         | 2                |
| Oscáriz                       | Oscáriz <> Ozkaritz                         | Lizoáin                 | Lugar         | 24               |
| Ostériz                       | Osteritz                                    | Esteríbar               | Lugar         | 12               |
| Otano                         | Otano                                       | Valle de Elorz          | Lugar         | 16               |
| Ozcoidi                       | Ozcoidi                                     | Urraúl Alto             | Lugar         | 6                |
| Pantano de Irabia             | Irabiako Uharka/Pantano de Irabia           | Orbaiceta               | Casas         | 0                |
| Pecocheta                     | Pekotxeta                                   | Valcarlos               | Barrio        | 52               |
| Petilla de Aragón             | Petilla de Aragón                           | Petilla de Aragón       | Villa         | 35               |
| Picatúa                       | Pikatua                                     | Ochagavía               | Aduana        | 0                |
| Quinto Real                   | Kintoa/Quinto Real                          | Erro                    | Caserío       | 5                |
| Racas Alto                    | Racas Alto                                  | Navascués               | Caserío       | 0                |
| Rala                          | Rala <> Errala                              | Lónguida                | Lugar         | 7                |
| Redín                         | Redín / Erredin                             | Lizoáin                 | Lugar         | 21               |
| Reta                          | Reta                                        | Izagaondoa              | Lugar         | 28               |
| Ripalda                       | Ripalda <> Erripalda                        | Güesa                   | Caserío       | 3                |
| Rípodas                       | Rípodas                                     | Urraúl Bajo             | Concejo       | 18               |
| Rocaforte                     | Rocaforte                                   | Sangüesa                | Concejo       | 40               |
| Roncal                        | Roncal <> Erronkari                         | Roncal                  | Villa         | 242              |
| Roncesvalles                  | Orreaga/Roncesvalles                        | Roncesvalles            | Villa         | 33               |
| Sada                          | Sada                                        | Sada                    | Villa         | 172              |
| Sagaseta                      | Sagaseta                                    | Valle de Egüés          | Concejo       | 36               |
| Saigos                        | Saigots                                     | Esteríbar               | Concejo       | 69               |
| Salinas de Ibargoiti          | Salinas de Ibargoiti <> Getze Ibargoiti     | Ibargoiti               | Concejo       | 131              |
| San Isidro del Pinar          | San Isidro del Pinar                        | Cáseda                  | Lugar         | 28               |
| San Vicente                   | San Vicente                                 | Urraúl Bajo             | Concejo       | 29               |
| Sangüesa                      | Sangüesa <> Zangoza                         | Sangüesa                | Ciudad        | 4902             |
| Sansoáin                      | Sansoáin                                    | Urraúl Bajo             | Lugar         | 19               |
| Santa Fe                      | Santa Fe                                    | Urraúl Alto             | Lugar         | 2                |
| Saragüeta                     | Saragüeta <> Saragueta                      | Arce                    | Concejo       | 19               |
| Sarasíbar                     | Sarasibar                                   | Esteríbar               | Concejo       | 37               |
| Sarriés                       | Sarriés <> Sartze                           | Sarriés                 | Concejo       | 33               |
| Sarriguren                    | Sarriguren                                  | Valle de Egüés          | Lugar         | 13 108           |
| Sengáriz                      | Sengáriz                                    | Ibargoiti               | Lugar         | 1                |
| Señorío de Aguinaga           | Señorío de Aguinaga <> Aginagako Jaurerria  | Lizoáin                 | Ermita        | 0                |
| Setoáin                       | Setoain                                     | Esteríbar               | Lugar         | 8                |
| Sorogáin-Lastur               | Sorogain-Lastur                             | Erro                    | Caserío       | 0                |
| Tabar                         | Tabar                                       | Urraúl Bajo             | Concejo       | 67               |
| Tajonar                       | Tajonar <> Taxoare                          | Aranguren               | Concejo       | 305              |
| Tiebas                        | Tiebas                                      | Tiebas-Muruarte de Reta | Concejo       | 415              |
| Torre de Peña                 | Torre de Peña                               | Javier                  | Caserío       | 15               |
| Torres de Elorz               | Torres                                      | Valle de Elorz          | Concejo       | 254              |
| Turrilas                      | Turrillas                                   | Izagaondoa              | Lugar         | 7                |
| Uli-Alto                      | Uli-Alto <> Uliberri                        | Arce                    | Caserío       | 5                |
| Uli-Bajo                      | Uli-Bajo <> Ulibeiti                        | Lónguida                | Lugar         | 1                |
| Unciti                        | Unciti                                      | Unciti                  | Concejo       | 75               |
| Urbanización Lasaitasuna      | Urbanización Lasaitasuna                    | Yesa                    | Urbanización  | 30               |
| Urbanización Náutica de Leire | Urbanización Náutica de Leire               | Yesa                    | Urbanización  | 0                |
| Urbicáin                      | Urbicáin                                    | Izagaondoa              | Lugar         | 7                |
| Urdániz                       | Urdaitz/Urdániz                             | Esteríbar               | Concejo       | 98               |
| Urdíroz                       | Urdíroz <> Urdirotz                         | Arce                    | Lugar         | 11               |
| Ureta                         | Ureta                                       | Erro                    | Caserío       | 9                |
| Úriz                          | Úriz <> Uritz                               | Arce                    | Concejo       | 20               |
| Urniza                        | Urniza                                      | Erro                    | Caserío       | 1                |
| Uroz                          | Uroz <> Urotz                               | Lizoáin                 | Lugar         | 41               |
| Urricelqui                    | Urricelqui <> Urritzelki                    | Lizoáin                 | Lugar         | 13               |
| Urroz-Villa                   | Urroz-Villa                                 | Urroz-Villa             | Villa         | 398              |
| Urtasun                       | Urtasun                                     | Esteríbar               | Lugar         | 41               |
| Urzainqui                     | Urzainqui <> Urzainki                       | Urzainqui               | Villa         | 100              |
| Uscarrés                      | Uscarrés <> Uskartze                        | Gallués                 | Concejo       | 43               |
| Usechi                        | Usetxi                                      | Esteríbar               | Lugar         | 12               |
| Usoz                          | Usoz <> Usotz                               | Arce                    | Lugar         | 4                |
| Ustárroz                      | Ustárroz                                    | Valle de Egüés          | Lugar         | 13               |
| Ustés                         | Ustés                                       | Navascués               | Lugar         | 18               |
| Usún                          | Usún                                        | Romanzado               | Lugar         | 18               |
| Uztárroz                      | Uztárroz <> Uztarroze                       | Uztárroz                | Villa         | 158              |
| Valcarlos                     | Luzaide/Valcarlos                           | Valcarlos               | Villa         | 193              |
| Vesolla                       | Vesolla                                     | Ibargoiti               | Villa         | 1                |
| Vidángoz                      | Vidángoz <> Bidankoze                       | Vidángoz                | Villa         | 96               |
| Villanueva de Aézcoa          | Hiriberri/Villanueva de Aezkoa              | Villanueva de Aézcoa    | Lugar         | 113              |
| Villanueva de Arce            | Villanueva de Arce <> Hiriberri-Artzibar    | Arce                    | Concejo       | 24               |
| Villanueva de Lónguida        | Villanueva de Lónguida <> Hiriberri-Longida | Lónguida                | Lugar         | 24               |
| Villaveta                     | Villaveta <> Billabeta                      | Lónguida                | Concejo       | 36               |
| Viscarret-Guerendiáin         | Bizkarreta-Gerendiain                       | Erro                    | Lugar         | 100              |
| Yárnoz                        | Yárnoz                                      | Valle de Elorz          | Concejo       | 17               |
| Yelz                          | Yelz <> Iheltz                              | Lizoáin                 | Lugar         | 20               |
| Yesa                          | Yesa                                        | Yesa                    | Lugar         | 189              |
| Zabalceta                     | Zabalceta                                   | Unciti                  | Concejo       | 15               |
| Zabaldica                     | Zabaldika                                   | Esteríbar               | Concejo       | 29               |
| Zabalegui                     | Zabalegui                                   | Valle de Elorz          | Concejo       | 34               |
| Zabalza                       | Zabalza                                     | Urraúl Alto             | Lugar         | 10               |
| Zabalza de Ibargoiti          | Zabalza de Ibargoiti                        | Ibargoiti               | Lugar         | 3                |
| Zalba                         | Zalba                                       | Lizoáin                 | Lugar         | 28               |
| Zaldaiz                       | Zaldaiz <> Zaldaitz                         | Lizoáin                 | Caserío       | 0                |
| Zulueta                       | Zandueta                                    | Arce                    | Caserío       | 0                |
| Zariquieta                    | Zarikieta                                   | Lónguida                | Lugar         | 0                |
| Zolina                        | Zolina                                      | Aranguren               | Concejo       | 35               |
| Zoroquiáin                    | Zoroquiáin                                  | Unciti                  | Lugar         | 1                |
| Zuasti de Lónguida            | Zuasti de Lónguida <> Zuasti-Longida        | Lónguida                | Caserío       | 0                |
| Zuazu                         | Zuazu                                       | Izagaondoa              | Lugar         | 15               |
| Zubiri                        | Zubiri                                      | Esteríbar               | Concejo       | 435              |
| Zulueta                       | Zulueta                                     | Valle de Elorz          | Concejo       | 227              |
| Zunzarren                     | Zunzarren <> Zuntzarren                     | Lizoáin                 | Lugar         | 14               |
| Zuriáin                       | Zuriain                                     | Esteríbar               | Lugar         | 52               |
| Zuza                          | Zuza <> Zutza                               | Lónguida                | Lugar         | 0                |